# Škrinja Davyja Jonesa
Škrinja Davyja Jonesa (engl. Davy Jones's Locker), u mornarskom žargonu naziv za dno oceana i vječno počivalište utopljenih mornara i potonulih brodova. Davy Jones u mornarskim pričama i legendama jest zao duh morskih dubina, neka vrsta morskog Sotone.
Legende o Davyju Jonesu i njegovoj "škrinji" stare su više stoljeća. Prvi zapis o njima javlja se u 18. stoljeću. Prema pričama Davy Jones vlada morskim dubinama i svi utopljeni mornari završavaju u škrinji Davyja Jonesa.

## Teorije o podrijetlu naziva
- Mnogi misle da Davy dolazi od Duppy, zapadnoindijskog naziva za duha.

- Neki misle da Davy dolazi od svetog Davida, sveca zaštitnika Walesa, a da Jones dolazi od biblijskog lika Jone (engl. Jonah) čija priča također govori o lošoj sreći mornara. Jona je po nekima postao "zli anđeo" mornara.

- Davy Jones možda dolazi od Davida Jonesa, pirata koji je 1630. pljačkao Indijskim oceanom ali većina se slaže da nije stekao takvu slavu da bi postao ovako poznat.

- Neki misle da je ime Davy Jones samo drugi naziv za Vraga (engl. Devil).

## U popularnoj kulturi
- Najranije spominjanje Davyja Jonesa u književnosti zabilježeno je u knjizi The Adventures of Peregrine Pickle Tobiasa Smolletta izdanoj 1751. godine. "Taj isti Davy Jones, po mornarima, upravlja svim zlim duhovima dubina, i može ga se vidjeti u različitim prilikama, usred uragana, brodoloma i ostalih nesreća koje život na moru čine opasnim, kako priziva nesreću i smrt za sve u blizini." U istoj knizi opisan je kao stvorenje čudnih očiju, s trima redovima zubi, rogovima, i plavim dimom koji mu izlazi iz nosnica.

- Davy Jones glavni je negativni lik u filmu Pirati s Kariba: Mrtvačeva škrinja i jedan od negativnih likova u filmu Pirati s Kariba: Na kraju svijeta gdje ga glumi Bill Nighy. Tamo zapovijeda Ukletim Holandezom, sablasnim brodom koji je također tema mnogim morskih legendi. Njegova posada, a i on sam, mješavina su ljudi i morskih stvorenja. On je prikazan s golemom rakovom štipaljkom umjesto lijeve ruke, jednom rakovom nogom na mjestu desne i hobotničinim pipcima umjesto brade. U filmu Pirati s Kariba: Na kraju svijeta pojavljuje se i škrinja Davyja Jonesa gdje je prikazano kao svojevrsno čistilište.

- Davy Jones je negativac i opaki pirat u animiranoj seriji Spužva Bob Skockani, gdje je poznat kao Leteći Nizozemac. Ima leteći brod i posadu duhova, voli strašiti ljude, uzima duše morskim stvorenjima i ima neobičnu strast za čarapama.